# Uzinele Škoda
Uzinele Škoda (în cehă Škodovy závody) a fost unul dintre cele mai mari conglomerate industriale din Europa secolului XX, fondat de inginerul ceh Emil Škoda în 1859 la Plzeň, pe acea vreme în Regatul Boemiei din Imperiul Austriac. Este predecesorul companiilor Škoda Auto și Škoda Transportation din zilele noastre.
1. 1 2   https://www.gleif.org/lei-files/20170831/GLEIF/20170831-GLEIF-concatenated-file.zip Lipsește sau este vid: |title= (ajutor)
2. 1 2 3 4  Skodawerke AG, 20th Century Press Archives, accesat în 20 iulie 2021
3. 1 2 3  Skodawerke AG, 20th Century Press Archives, accesat în 27 iulie 2021